# Breeser Grund
Der Breeser Grund ist ein ehemaliges Naturschutzgebiet im gemeindefreien Gebiet Göhrde im Landkreis Lüchow-Dannenberg in Niedersachsen.
Das ehemalige Naturschutzgebiet mit dem Kennzeichen NSG LÜ 111 ist rund 187 Hektar groß. Es ist Bestandteil des aus vier Einzelflächen bestehenden FFH-Gebietes „Buchen- und Eichenwälder in der Göhrde (mit Breeser Grund)“, zu dem auch die ehemaligen Naturschutzgebiete „Wälder am Jagdschloss Göhrde“ und „Kellerberg“ gehören. Das Gebiet stand seit dem 2. Mai 1985 unter Naturschutz. Es ersetzte in diesem Bereich das mit Verordnung vom 1. August 1974 ausgewiesene Landschaftsschutzgebiet „Elbhöhen-Drawehn“ mit dem Kennzeichen DAN 27. Zum 21. Februar 2019 ging es im neu ausgewiesenen Naturschutzgebiet „Eichen- und Buchenwälder in der Göhrde“ auf. Zuständige untere Naturschutzbehörde war der Landkreis Lüchow-Dannenberg.
Das ehemalige Naturschutzgebiet liegt nordwestlich von Zernien innerhalb des Naturparks Wendland.Elbe im Staatsforst Göhrde. Das Gebiet stellte einen Ausschnitt des Staatsforstes Göhrde unter Schutz, der von Traubeneichenbeständen mit Buchen und Birken geprägt wird. Eine Teilfläche im Nordosten des Schutzgebietes stellt als verheideter ehemaliger Hutewald eine Besonderheit dar. Dieser sollte durch die Unterschutzstellung erhalten werden. Zur Pflege wird er mit Schafen beweidet.
Weiterhin ist das zwei Hektar große, 1972 ausgewiesene Naturwaldreservat „Göhrder Eichen“ Bestandteil des ehemaligen Naturschutzgebietes. Dieser wird seiner natürlichen Entwicklung überlassen.
Im übrigen ehemaligen Naturschutzgebiet soll der naturnahe Wald erhalten und entwickelt werden. Dieser Bereich wird forstwirtschaftlich bewirtschaftet.